# Gottfried Siegmund Birnbaum
Gottfried Siegmund Birnbaum (* 17. Dezember 1652 in Dresden; † 6. Februar 1676 ebenda) war ein kursächsischer Leibarzt.

## Leben
Gottfried Siegmund Birnbaum wurde am 17. Dezember 1652 in Dresden geboren, wo sein Vater, Abraham Birnbaum, bereits als Leibarzt tätig war. Im Sommersemester 1659 immatrikulierte er sich an der Universität Leipzig und erlangte am 16. April 1669 sein Bakkalaureat sowie am 25. Januar 1672 sein Magisterium. Am 9. Dezember 1671 verteidigte er eine These in Metaphysik, nicht in Medizin. Später promovierte er am 6. Juli 1674 in Leiden über Durchfallerkrankungen. Nach der Promotion kehrte er nicht sofort in seine Heimat zurück, sondern ging weiterer auf Studienreisen nach England, Frankreich und Italien, wo er in Padua Anatomie studierte und in Rom seine Kenntnisse bei einem päpstlichen Leibarzt erweiterte.
Noch während seines Aufenthalts in Italien wurde Birnbaum vom Kurfürsten Johann Georg II. zum außerordentlichen Medizinprofessor in Wittenberg ernannt. 1675 trat er in die Dienste des Kurfürsten, um diesen auf Reisen zu begleiten und wurde am 19. Dezember 1675 als Reise-Hof-Medicus bestellt. In dieser Funktion wurde ihm die Aufgabe zuteil, Ansteckungsfälle zu behandeln, was Leibärzte normalerweise nur in Ausnahmefällen mussten.
Er verstarb früh am 6. Februar 1676 und wurde zwei Wochen später in der Dresdner Frauenkirche beigesetzt.